# Tubarão-focinho-de-porco-japonês
O tubarão-focinho-de-porco-japonês (Heterodontus japonicus) é uma espécie de tubarão-focinho-de-porco da família Heterodontidae, encontrada no noroeste do oceano Pacífico, ao largo das costas do Japão, Coreia e China. Este tubarão bentônico ocorre em profundidades de 6 a 37 m, sobre fundos rochosos ou leitos de algas. Medindo até 1,2 m de comprimento, pode ser identificado por sua cabeça curta e rombuda, duas barbatanas dorsais altas com espinhos anteriores e um padrão de bandas e listras marrons verticais de formato irregular. O tubarão-focinho-de-porco-japonês é uma espécie dócil e de nado lento, que se alimenta principalmente de invertebrados com conchas e pequenos peixes ósseos. A reprodução é ovípara, com as fêmeas depositando ovos com flanges espirais em "ninhos" comunais. Esta espécie tem pouco interesse para a pesca.

## Taxonomia
O tubarão-focinho-de-porco-japonês foi originalmente descrito como Cestracion japonicus pelos ictiologistas Nicholas Miklouho-Maclay e William John Macleay, em um volume de 1884 do Proceedings of the Linnean Society of New South Wales. O holótipo é uma fêmea capturada em Tóquio. Outros nomes comuns em inglês usados para esta espécie incluem bull head, cat shark, Japanese horn shark, Cestracion shark, e Port Jackson shark (que geralmente se refere a Heterodontus portusjacksoni).

## Descrição

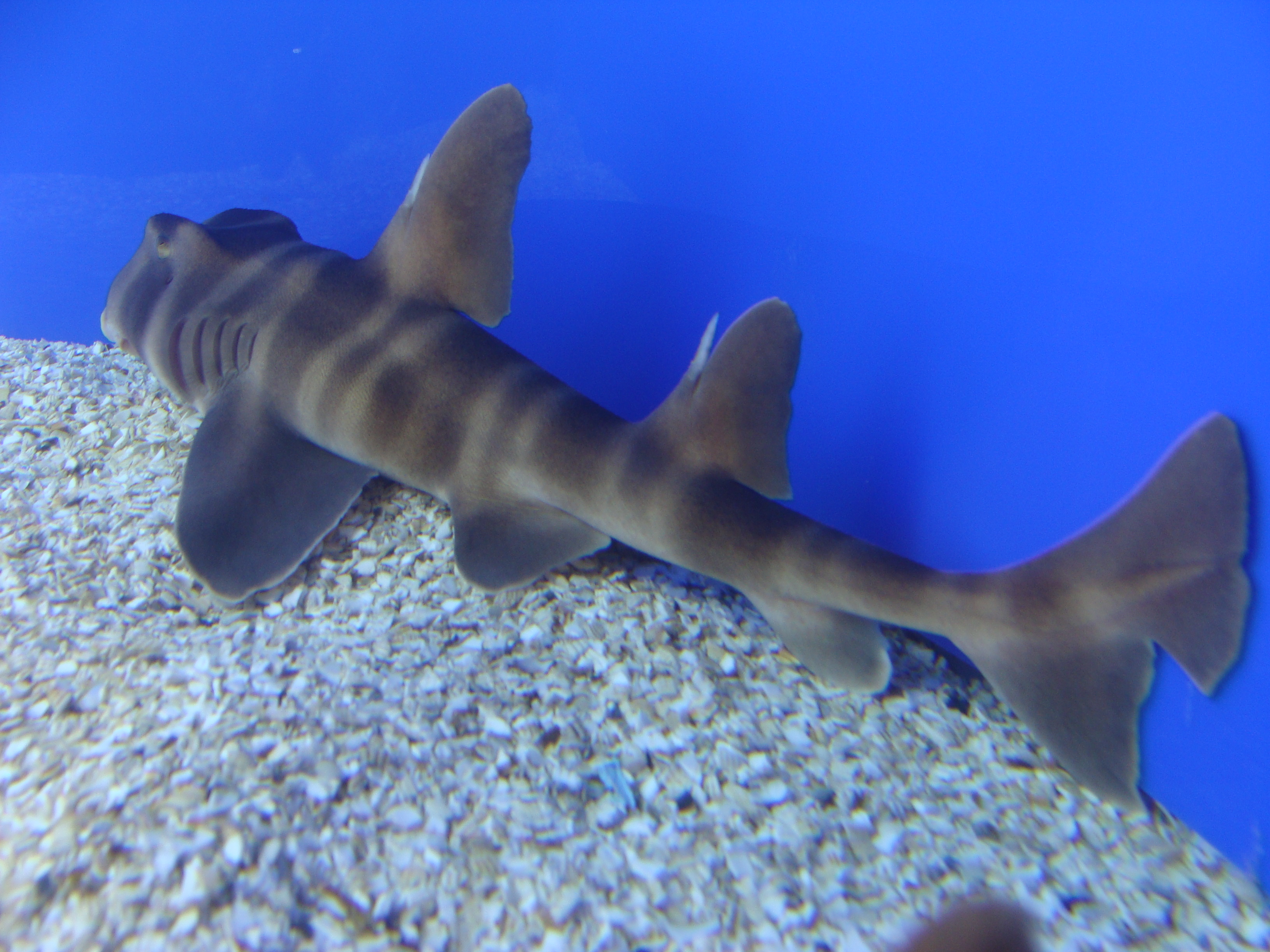
O padrão de cores do tubarão-focinho-de-porco-japonês o distingue de espécies semelhantes.

Atingindo um comprimento máximo conhecido de 1,2 m, Heterodontus japonicus tem um corpo cilíndrico com a cabeça curta, larga e focinho rombudo, semelhante a um porco, típico dos tubarão-focinho-de-porco. Os olhos não possuem membrana nictitante e são seguidos por espiráculos minúsculos. Acima dos olhos, há arcadas supraciliares rasas, e o espaço entre elas é ligeiramente côncavo. As narinas são divididas em aberturas de entrada e saída por longas abas de pele que alcançam a boca; a abertura de entrada é cercada por um sulco, enquanto outro sulco vai da abertura de saída até a boca. A boca pequena está posicionada quase na ponta do focinho; os dentes frontais são pequenos, com uma cúspide central afiada flanqueada por um par de cúspides laterais, enquanto os dentes posteriores são largos e arredondados. Há sulcos profundos nos cantos da boca, estendendo-se para ambas as mandíbulas. Apesar das pesquisas realizadas, a morfologia não é completamente compreendida. Um estudo recente indica que o espiráculo dos elasmobrânquios é um tubo derivado de fendas branquiais localizado atrás do olho.
A primeira barbatana dorsal é muito grande e alta, com formato falcado (em forma de foice); ela se origina sobre as bases das barbatanas peitorais. A segunda barbatana dorsal é muito menor, mas semelhante em formato, e se origina sobre as extremidades traseiras das barbatanas pélvicas. Ambas as barbatanas dorsais possuem espinhos robustos nas bordas anteriores. As barbatanas peitorais são grandes; as barbatanas pélvicas são muito menores que a primeira barbatana dorsal. A barbatana anal está posicionada bem à frente da barbatana caudal, que é larga, com um lobo inferior curto e um lobo superior longo com uma incisura ventral forte perto da ponta. Os dentículos dérmicos são grandes e ásperos, particularmente nas laterais do corpo. A coloração é marrom clara, com uma série de bandas largas escuras de bordas difusas, intercaladas com listras mais estreitas, do focinho à cauda, totalizando 11–14. Uma banda mais clara e fraca está presente no topo da cabeça entre os olhos, e uma mancha mais escura aparece abaixo de cada olho.

## Distribuição e habitat
A distribuição do tubarão-focinho-de-porco-japonês se estende do Japão à península da Corea e ao sul ao longo da costa da China até Taiwan. Há um registro aparentemente errôneo da costa leste da África. Este tubarão bentônico habita a plataforma continental em profundidades de 6 a 37 m, preferindo áreas cobertas por rochas, recifes rochosos ou leitos de algas.

## Biologia e ecologia

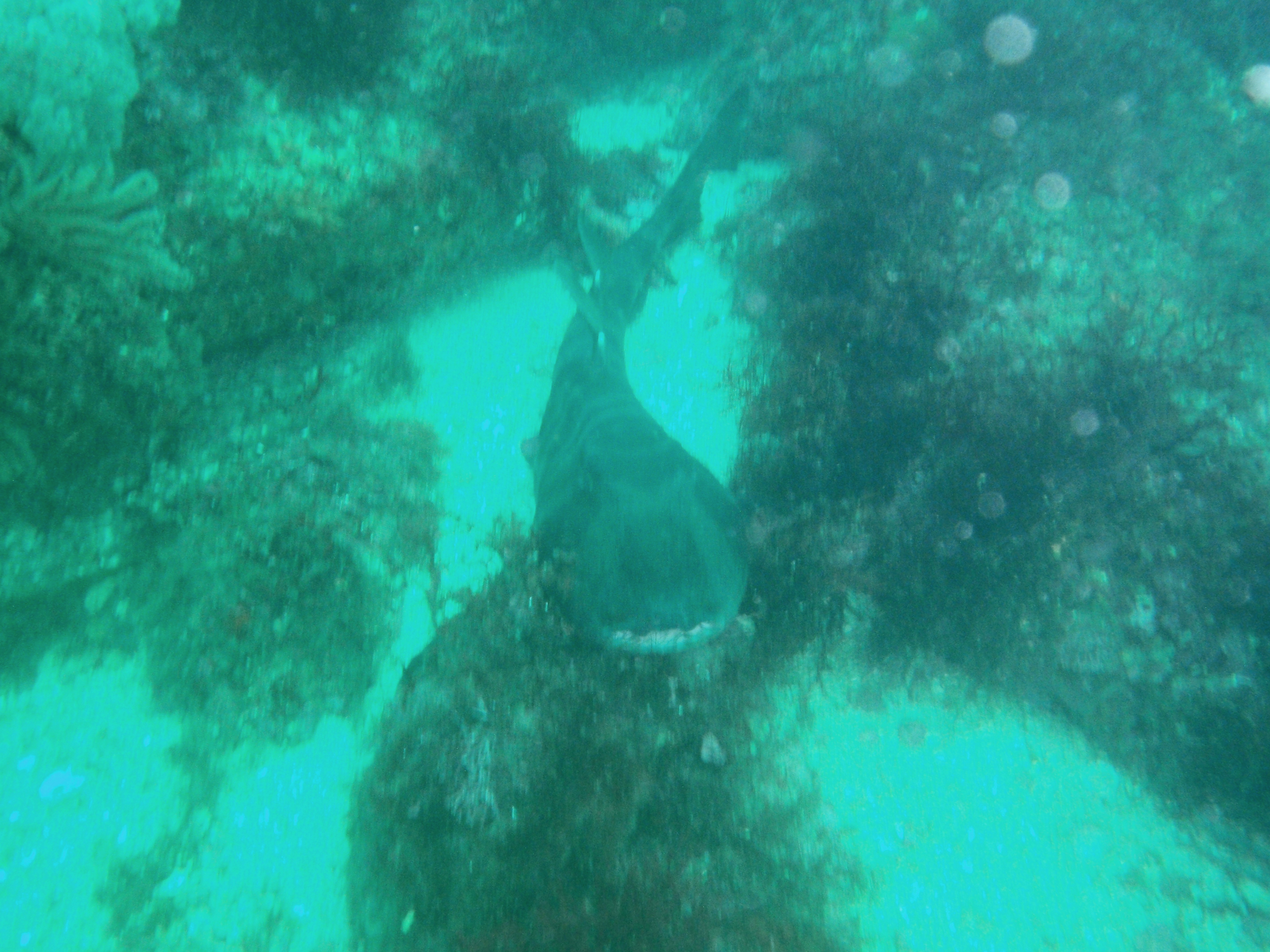
Um tubarão-focinho-de-porco-japonês em Kawana, Japão

O tubarão-focinho-de-porco-japonês é um predador de movimento lento que se alimenta de crustáceos, moluscos, pequenos peixes e ouriços-do-mar, frequentemente caçando enquanto "caminha" pelo fundo do mar com movimentos alternados de suas barbatanas peitorais e pélvicas. Quando encontra uma presa, ela é capturada com mandíbulas altamente protráteis e triturada com os dentes posteriores semelhantes a molares. Parasitas conhecidos desta espécie incluem o copépode Dissonus pastinum e o protozoário hemogregarina Haemogregarina heterodontii.
Como outros membros de sua família, o tubarão-focinho-de-porco-japonês é ovíparo. As fêmeas produzem grandes cápsulas de ovos com flanges finas que espiralam três vezes ao redor do exterior e um par de tentáculos curtos na ponta. Os ovos são depositados a uma profundidade de 8 a 9 m em leitos de rochas ou algas. Várias fêmeas podem desovar comunalmente em um único "ninho", que pode conter até 15 ovos no total, embora as fêmeas abandonem o local após a desova. Nas águas japonesas, as fêmeas depositam pares de ovos de 6 a 12 vezes entre março e setembro, com um pico de atividade de desova em março e abril. Os ovos levam cerca de um ano para eclodir; os filhotes medem 18 cm de comprimento. Os tubarões jovens têm barbatanas dorsais proporcionalmente mais altas e um padrão de cores semelhante, mas mais brilhante, que os adultos. Os machos atingem a maturidade sexual com um comprimento de 69 cm.

## Interações humanas
Inofensivo aos humanos, o tubarão-focinho-de-porco-japonês pode ser facilmente capturado à mão por mergulhadores. Tem interesse mínimo para a pesca como fonte de alimento no Japão e provavelmente em outros lugares. Também é exibido em aquários públicos japoneses. O estado de conservação desta espécie não foi avaliado pela União Internacional para a Conservação da Natureza (IUCN). A espécie aparentemente desapareceu das águas costeiras do mar de Bohai, possivelmente como consequência das mudanças climáticas.